# Los Palacios y Villafranca
Los Palacios y Villafranca är en ort i Spanien.   Den ligger i provinsen Provincia de Sevilla och regionen Andalusien, i den sydvästra delen av landet, 400 km sydväst om huvudstaden Madrid. Los Palacios y Villafranca ligger 13 meter över havet och antalet invånare är 36 824.
Terrängen runt Los Palacios y Villafranca är platt. Runt Los Palacios y Villafranca är det ganska tätbefolkat, med 179 invånare per kvadratkilometer. Närmaste större samhälle är Dos Hermanas, 13,4 km norr om Los Palacios y Villafranca. Trakten runt Los Palacios y Villafranca består till största delen av jordbruksmark.